# 2015 au Belize
Chronologie du Belize
- 2011
- 2012
- 2013
- 2014
- 2015
- 2016
- 2017
- 2018
- 2019

Cet article présente les faits marquants de l'année 2015 au Belize.

## Gouvernement
- Monarque : Élisabeth II
- Gouverneur général : Colville Young
- Premier ministre : Dean Barrow
- Vice-Premier Ministre : Gaspar Vega[1]
- Ministre des Affaires étrangères : Wilfred Elrington
- Ministre de l'Agriculture, de la Pêche, des Forêts, de l'Environnement et du Développement durable : Gaspar Vega[1]
- Ministre du Développement économique, du Pétrole, de l'Investissement et du Commerce : Erwin Contreras[1]
- Ministre de l'Éducation, de la Culture, de la Jeunesse et des Sports : Patrick Faber[1]
- Ministre de la Sécurité Nationale : John Saldivar[1]
- Ministre du Logement et de l’Urbanisme : Michael Finnegan[1]
- Ministre du Tourisme et de l'Aviation civile : Manuel Heredia Jr.[1]
- Ministre du Développement humain, de la Transformation sociale et de la Lutte contre la pauvreté : Anthony Martinez[1]
- Ministre des Travaux Publics, des Transports et de la NEMO : Rene Montero[1]
- Ministre de la Santé : Pablo Marin[1]
- Ministre du Travail, des Collectivités locales et du Développement rural : Hugo Patt[1]
- Chef de l'opposition : Francis Fonseca[1]

## Statistiques
- Sur l'année 2015, le Belize reçoit 1,3 million de touristes. Les touristes américains représentent à eux seuls 63,1 % du flux touristique[2].

## Évènements

### Janvier
- 15 janvier : la grippe aviaire est détectée dans deux élevages avicoles de Spanish Lookout, dans le district de Cayo[3].
- 21 janvier : publication officielle de l’amendement du Sugar Industry Act. La nouvelle loi permet la création de nouvelles organisations de producteurs de canne à sucre et permet aux agriculteurs d'adhérer à l'association de leur choix sans passer par la Belize Sugar Cane Farmers Association (en)[4].
- 27 janvier : épidémie localisée d'hépatite A dans une école publique de Buena Vista, dans le district de Cayo[5].

### Février
- 22 février : vol d'objets archéologiques à la Maison de la Culture de San Pedro. La liste des éléments volés a été transmise à Interpol[6].
- 25 février :
  - sortie de l'album solo Yugadan du chanteur Lloyd Augustine[7].
  - la réserve marine de Hol Chan est agrandie[8].
- 28 février : 37 Béliziens sont capturés par l'armée du Guatemala alors qu'ils naviguaient sur la rivière Sarstoon[9]. (Différend frontalier entre le Belize et le Guatemala)

### Mars
- 1er mars : libération des 37 Béliziens par le Guatemala qui assure qu'ils naviguaient du mauvais côté de la rivière[9].

### Avril
- x

### Mai
- x

### Juin
- Saison cyclonique 2015 dans l'océan Atlantique nord

### Juillet
- x

### Août
- 26 août : le corps de l'ancien rapper Bobo Youth est repêché à Hattieville. L'artiste s'était fait connaître en 2004 avec sa chanson Protect and Serve, une critique des forces de police. Sa carrière avait été coupée cours après son arrestation pour cambriolage et un séjour en prison. Depuis lors sans-abri, il avait été soigné pour une crise d'épilepsie et un traumatisme crânien à l’hôpital quelques jours plus tôt[10],[11].

### Septembre
- 4 septembre : après avoir ratifié la convention contre la torture en 1986, le Belize ratifie le Protocole facultatif[12].
- 21 septembre : Fête nationale.
- 30 septembre : fondation du parti politique Belize Progressive Party (en).

### Octobre
- faillite de Meridian Enterprise, gros producteur de bananes, après le retrait de Fyffes, entreprise irlandaise qui achetait sa production. Cette faillite met plus de 1 000 employés au chômage et provoque une chute de 80 % des exportations de bananes sur le mois d'octobre[13]. Ce retrait serait dû aux activités de l'ancien propriétaire, John Zabaneh, accusé et blacklisté par les États-Unis d'être un gros bonnet du trafic de drogues[14],[15].

### Novembre
- 4 novembre : élections législatives

### Décembre
- x

## Sport
- Tournoi d'ouverture du championnat du Belize de football 2015
- Tournoi de clôture du championnat du Belize de football 2015

## Décès
- 30 avril : David Fonseca (en), homme politique et maire de Belize City pendant trois mandats, entre 1996 et 2006[16].
- 6 juillet : Rosita Baltazar (en), danseuse et chorégraphe.
- 26 août : Bobo Youth, de son vrai nom Theodore Parchue Jr., rapper[11].
- 23 décembre : John Alexander Watler (en), poète et romancier.